# Fiona Elliot (Tischtennisspielerin)
Fiona Elliot, verh. Mommessin, (* um 1967) ist eine englische Tischtennis-Nationalspielerin. Sie gehörte in den 1980er und 1990 Jahren zu den besten Spielerinnen Englands, nahm an mehreren Europa- und Weltmeisterschaften teil und wurde 58-mal in die englische Nationalmannschaft berufen.

## Werdegang
Fiona Elliot gewann bei den Nationalen Englischen Meisterschaften insgesamt 15 Titel, nämlich zwei im Einzel (1987, 1990), sechs im Doppel (1988, 1989, 1990, 1991, 1992, 1994 jeweils mit Lisa Lomas) und sieben im Mixed (1986, 1987, 1988, 1990, 1992, 1993, 1994  jeweils mit Sky Andrew). Sie nahm an den Europameisterschaften 1986 und 1994 sowie an den Weltmeisterschaften 1987, 1989, 1991 und 1993 teil, kam dabei jedoch nie in die Nähe von Medaillenrängen.
Anfang der 1990er Jahre verbrachte Fiona Elliot einige Zeit in Frankreich. 1992 heiratete sie den französischen Tischtennisnationalspieler Didier Mommessin und schloss sich einem Verein in Le Kremlin-Bicêtre bei Paris an.